# Jamestown, Kentucky
Jackson är en stad (city) och administrativ huvudort (county seat) i Russell County i delstaten Kentucky, USA. 2010 hade staden 1 794 invånare.